# Eupelops septentrionalis
Eupelops septentrionalis är en kvalsterart som först beskrevs av Trägårdh 1910.  Eupelops septentrionalis ingår i släktet Eupelops och familjen Phenopelopidae. Arten är reproducerande i Sverige. Inga underarter finns listade i Catalogue of Life.